# 帕蓋
帕蓋（英語：Pagai）是位於美屬薩摩亞圖圖伊拉島東南海岸的一座村莊。它地處法蓋伊圖亞灣邊緣，座落於法加伊圖亞和阿洛福兩座村莊之間。帕蓋位於帕果帕果以東六英里。
帕蓋橫跨薩奧利縣和蘇奧縣之間的縣界。
根據2010年美國人口普查的數據顯示，居住在帕蓋的人口為118人。